# United States Special Operations Command Central

Abzeichen des SOCCENT

Das United States Special Operations Command Central (SOCCENT) ist ein teilstreitkräfteübergreifendes Verbundkommando (Sub-Unified Combatant Command) zur Führung der US Special Operations Forces, das dem United States Central Command untersteht.
Das SOCCENT hat sein Hauptquartier auf der MacDill Air Force Base bei Tampa im US-Bundesstaat Florida. Des Weiteren gibt es einen vorgeschobenen Kommandoposten, das SOCCENT FWD, Combined Forces Special Operations Component Command (CFSOCC) (SIFF-sock ausgesprochen) auf der As Saliyah Army Base in Katar.
Das Wahlspruch des Kommando lautet Molon labe (dt. „Komm und hol sie dir“).

## Organisation und unterstellte Einheiten
- Joint Forces Special Operations Component Command - Iraq (JFSOCC-I)[1]
  - Combined Joint Special Operations Task Force - Arabian Peninsula (CJSOTF-AP)[1]
- Combined Forces Special Operations Component Command - Afghanistan (CFSOCC-A)[1]
  - Combined Joint Special Operations Task Force - Afghanistan (CJSOTF-A)[1]
- Joint Coordination Center[1]
- Special Operations Command(Forward) - Pakistan (SOC (FWD)-Pakistan)[1]
- Special Operations Command(Forward) - Yemen (SOC (FWD)-Yemen)[1]
- Special Operations Command(Forward) - Lebanon (SOC (FWD)-Lebanon)[1]
- Cultural Engagement Group[1]
- Joint Special Operations Task Force - Gulf Cooperation Council (JSOTF-GCC)[1]
- Combined Joint Special Operations Air Component (CJSOAC)[1]
- Joint Information Support Task Force (Special Operations) (JISTF(SO))[1]

### Ehemalige Einheiten
- Combined Joint Special Operations Task Force - South (CJSOTF-S): Einheit bestand von November 2001 bis März 2002 nach dem Ende der Operation Anaconda und wurde mit dem JSOTF-N in das CJSOTF-A überführt.[2]
- Joint Special Operations Task Force - North (JSOTF-N): Einheit bestand von November 2001 bis März 2002 nach dem Ende der Operation Anaconda und wurde mit dem CJSOTF-S in das CJSOTF-A überführt.[3]